# Languidic
Languidic is een Franse gemeente in het departement Morbihan in Bretagne. De gemeente telde 8.046 inwoners op 1 januari 2022. Het is een van de 25 gemeenten in het gemeentelijk samenwerkingsverband Lorient Agglomération.
Er ligt Station Baud, maar dat wordt niet meer gebruikt.

## Geografie
De oppervlakte van Languidic bedroeg op 1 januari 2022 109,08 vierkante kilometer; de bevolkingsdichtheid was toen 73,8 inwoners per km².

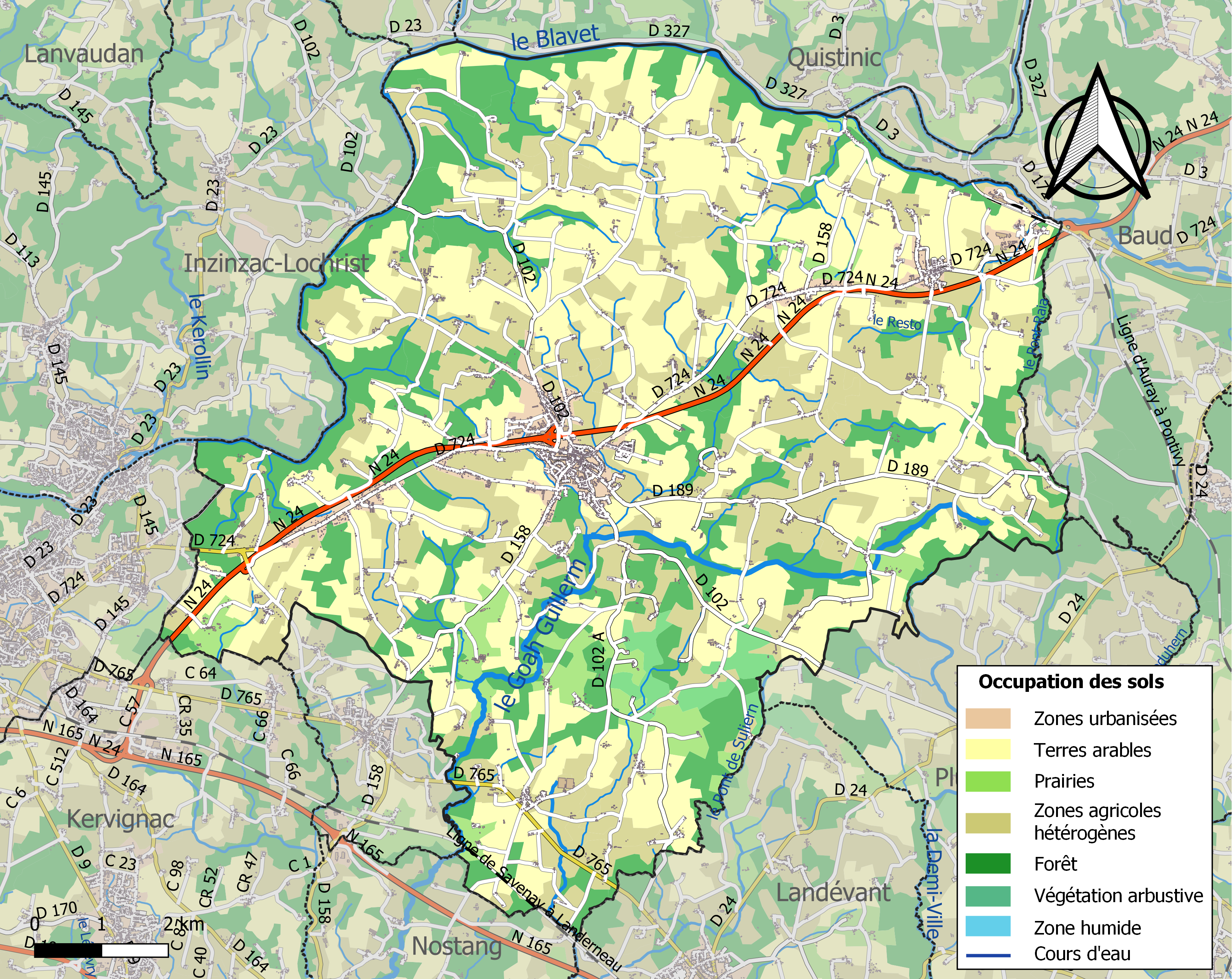
Kaart van de gemeente met de belangrijkste infrastructuur, bodemgebruik en omliggende gemeenten

## Demografie
Onderstaande figuur toont het verloop van het inwonertal, bron: INSEE-tellingen. 